# Ekskorporacja
Ekskorporacja – proces, w którym grupy podporządkowane tworzą własną kulturę na podstawie zasobów i towarów dostarczanych im przez system rządzący.
Jest to kluczowe zjawisko w kulturze popularnej, ponieważ w społeczeństwie kapitalistycznym jedynymi środkami, z których ludzie mogą wytwarzać własne subkultury, są środki dane im przez system, który sobie owe grupy podporządkował.
Termin został wprowadzony przez socjologa Johna Fiske w książce Zrozumieć kulturę popularną z 1989 roku.